# Atlético Aviación de Madrid 1941-1942
Questa voce raccoglie le informazioni riguardanti l'Atlético Aviación de Madrid, antico nome del Club Atlético de Madrid, nelle competizioni ufficiali della stagione 1941-1942.

## Stagione
Nella stagione 1941-1942 la squadra fu rinominata in Atlético Aviación de Madrid a causa del divieto alle società di fare uso dei nomi stranieri. I colchoneros, allenati da Ricardo Zamora, non riuscirono a bissare il successo dell'anno precedente, pur rimanendo in testa alla classifica fino alla 20ª giornata in occasione della sconfitta in casa dell'Atlético Bilbao per 6-0, e terminarono il campionato al terzo posto. In Coppa del Generalísimo l'Atlético Madrid fu invece eliminato ai quarti di finale dal Real Valladolid, proveniente dalla Segunda División.

## Maglie e sponsor
| Manica sinistra · Manica sinistra · Maglietta · Maglietta · Manica destra · Manica destra · Pantaloncini · Calzettoni |

## Organigramma societario
Area direttiva
- Presidente:  Manuel Gallego

Area tecnica
- Allenatore:  Ricardo Zamora

## Rosa
La rosa dell'Atlético Aviación de Madrid nella stagione 1941-1942
| N. |                   | Ruolo | Calciatore            |
| -- | ----------------- | ----- | --------------------- |
| -  | Spagna (bandiera) | P     | Fernando Tabales      |
| -  | Spagna (bandiera) | P     | Jorge Benavent        |
| -  | Spagna (bandiera) | D     | Alfonso Aparicio      |
| -  | Spagna (bandiera) | D     | José Mesa Suárez      |
| -  | Spagna (bandiera) | D     | Germán Gómez          |
| -  | Spagna (bandiera) | D     | Ramón Gabilondo       |
| -  | Spagna (bandiera) | D     | José Cobo             |
| -  | Spagna (bandiera) | C     | Juan Escudero         |
| -  | Spagna (bandiera) | C     | Manín                 |
| -  | Spagna (bandiera) | C     | Juan Vázquez Tenreiro |

| N. |                   | Ruolo | Calciatore                  |
| -- | ----------------- | ----- | --------------------------- |
| -  | Spagna (bandiera) | C     | Francisco Machín Domínguez  |
| -  | Spagna (bandiera) | C     | Luis Miranda Junco          |
| -  | Spagna (bandiera) | C     | Luis Urquiri                |
| -  | Spagna (bandiera) | C     | Ramón Colón                 |
| -  | Spagna (bandiera) | A     | Francisco Arencibia ()      |
| -  | Spagna (bandiera) | A     | Francisco Campos Salamanca  |
| -  | Spagna (bandiera) | A     | Domingo García García       |
| -  | Spagna (bandiera) | A     | Mariano Uceda Valdelvira    |
| -  | Spagna (bandiera) | A     | Miguel Adrover Torregosa    |
| -  | Spagna (bandiera) | A     | Antonio Fernández de Andrés |

## Risultati

### Primera División

#### Girone d'andata
| Arbitro: | Manuel Ocaña Nieto |

|                           |           |  |
| Manín 16’ Campos 34’, 76’ | Marcatori |  |

| Arbitro: | José Villaverde Fernández |

|                          |           |                                       |
| Herrerita 14’ Emilín 68’ | Marcatori | 3’ Fernández 37’ Arencibia 80’ Campos |

| Arbitro: | Manuel Coll Compte |

|                                     |           |              |
| Fernández 10’, 39’, 47’ Vázquez 59’ | Marcatori | 33’ Bidegain |

| Arbitro: | Manuel Ocaña Nieto |

|                           |           |                                                  |
| Hernández 50’ Basilio 65’ | Marcatori | 10’ Aparicio 20’ Vázquez 60’ Fernández 81’ Manín |

| Arbitro: | José María Gojenuri Eguiluz |

|                      |           |  |
| Campos 13’, 18’, 43’ | Marcatori |  |

| Arbitro: | Agustín Vilalta Bars |

|                             |           |                       |
| Tormo 29’ Tatono 48’ (rig.) | Marcatori | 6’ Miranda 40’ Campos |

| Arbitro: | Luis Sanchis Orduña |

|                 |           |                 |
| Campos 16’, 40’ | Marcatori | 58’, 72’ Gárate |

| Arbitro: | Eduardo Iturralde Gorostiaga |

|                                     |           |  |
| Jorge 12’, 55’, 83’ Makala 57’, 86’ | Marcatori |  |

| Arbitro: | José Villaverde Fernández |

|                                                     |           |                                |
| Campos 33’, 52’ Manín 56’ Miranda 78’ Arencibia 83’ | Marcatori | 23’, 73’ Valle 60’, 87’ Escolà |

| Arbitro: | Jesús Arribas Seijas |

|  |           |                       |
|  | Marcatori | 66’ Manín 75’ Miranda |

| Vallecas 7 dicembre 1941 11ª giornata | Atlético Aviación      | 0 – 0 referto | Deportivo La Coruña | Vallecas\| Arbitro: \| Antonio Crespo Orradre \| |
| Arbitro:                              | Antonio Crespo Orradre |               |                     |                                                  |

| Arbitro: | Jesús Arribas Seijas |

|                          |           |  |
| Arencibia 47’ Campos 69’ | Marcatori |  |

| Arbitro: | Agustín Vilalta Bars |

|             |           |  |
| Eguiluz 89’ | Marcatori |  |

#### Girone di ritorno
| Arbitro: | José María Gojenuri Eguiluz |

|  |           |                   |
|  | Marcatori | 52’ (rig.) Machín |

| Arbitro: | José Martínez Íñiguez |

|  |           |                     |
|  | Marcatori | 20’ Goyín 73’ Antón |

| Arbitro: | Antonio Crespo Orradre |

|            |           |                          |
| Pedrín 80’ | Marcatori | 65’ Campos 82’ Arencibia |

| Arbitro: | David De Anta Holgado |

|                                        |           |                                               |
| Arencibia 3’, 53’ Campos 24’ Manín 36’ | Marcatori | 32’, 63’ Ruano 55’ (rig.) Basilio 76’ G. Díaz |

| Arbitro: | Agustín Vilalta Bars |

|  |           |            |
|  | Marcatori | 70’ Campos |

| Arbitro: | Leandro Sabaté Solá |

|                                                |           |             |
| Domingo 30’, 68’ Campos 44’, 56’ Arencibia 76’ | Marcatori | 34’ Andrade |

| Arbitro: | Agustín Cruella Tena |

|                                               |           |  |
| Gárate 4’, 16’ Zarra 52’, 70’, 88’ Panizo 61’ | Marcatori |  |

| Arbitro: | Manuel Armas Caso |

|                        |           |  |
| Domingo 25’ Campos 75’ | Marcatori |  |

| Arbitro: | Antonio Crespo Orradre |

|                                     |           |            |
| Martín 14’, 28’, 44’, 60’ Bravo 19’ | Marcatori | 31’ Campos |

| Arbitro: | Manuel Ocaña Nieto |

|                         |           |  |
| Arencibia 43’ Manín 49’ | Marcatori |  |

| Arbitro: | José Fombona Fernández |

|                             |           |           |
| Caballero 62’ Guimeráns 76’ | Marcatori | 17’ Manín |

| Arbitro: | Ramón Melcón Bartolomé |

|                                      |           |            |
| Botella 10’ Alsúa 13’, 81’ Alday 20’ | Marcatori | 39’ Campos |

| Vallecas 5 aprile 1942 26ª giornata | Atlético Aviación   | 0 – 0 referto | Siviglia | Vallecas\| Arbitro: \| José Ramón Ferragut \| |
| Arbitro:                            | José Ramón Ferragut |               |          |                                               |

### Copa del Generalísimo
| Arbitro: | Lorenzo Torres Martín |

|            |           |  |
| Pruden 23’ | Marcatori |  |

| Arbitro: | Ezequiel Montero Román |

|                                                                   |           |            |
| Mariano 47’, 55’ Vázquez 49’ Adrover 53’ Campos 54’ Arencibia 75’ | Marcatori | 20’ Pruden |

| Arbitro: | José Fombona Fernández |

|                        |           |  |
| Mariano 30’ Campos 64’ | Marcatori |  |

| La Coruña 17 maggio 1942 Ottavi di finale – Ritorno | Deportivo La Coruña  | 0 – 0 referto | Atlético Aviación | Riazor\| Arbitro: \| Agustín Cruella Tena \| |
| Arbitro:                                            | Agustín Cruella Tena |               |                   |                                              |

| Arbitro: | Eduardo Iturralde Gorostiaga |

|                                      |           |                               |
| Sañudo 20’ Aparicio 60’ Cárdenas 85’ | Marcatori | 14’ Campos 70’, 75’ Arencibia |

| Arbitro: | Ramón Melcón Bartolomé |

|                    |           |                              |
| Arencibia 50’, 57’ | Marcatori | 55’, 80’ Barinaga 67’ Sañudo |

## Statistiche

### Statistiche di squadra
| Competizione           | Punti | Totale | Totale | Totale | Totale | Totale | Totale | DR  |
| Competizione           | Punti | G      | V      | N      | P      | Gf     | Gs     | DR  |
| ---------------------- | ----- | ------ | ------ | ------ | ------ | ------ | ------ | --- |
| Primera División       | 33    | 26     | 14     | 5      | 7      | 50     | 44     | +6  |
| Coppa del Generalísimo | -     | 6      | 2      | 2      | 2      | 13     | 8      | +5  |
| Totale                 | 33    | 32     | 16     | 7      | 9      | 63     | 52     | +11 |